# Ari Rasilainen
Ari Petteri Rasilainen, född 18 februari 1959 i Helsingfors, är en finländsk violinist och kapellmästare. 
Vid Sibelius-Akademin studerade Rasilainen violin (diplom 1982) samt dirigering för Jorma Panula och Arvīds Jansons. Han var först verksam som violinist i Helsingfors, och därpå som dirigent i Villmanstrand 1985–1989. I den internationella Nikolai Malko-tävlingen för dirigenter 1989 tilldelades han andra pris. Han ledde Tammerfors stadsorkester 1989–1990, Jyväskylä stadsorkester 1994–1997, var överkapellmästare för Norges radios symfoniorkester 1994–2001, ledde dessutom Björneborgs sinfonietta 1999–2000, var gästande dirigent vid Ålborgs symfoniorkester 2002–2005 och konstnärlig ledare för Staatsphilharmonie Rheinland Pfalz 2002–2006. Med sistnämnda orkester gav han konserter även i Kina.